# 三重県道61号磯部大王線
三重県道61号磯部大王線（みえけんどう61ごう いそべだいおうせん）は、三重県志摩市を通る主要地方道（三重県道）である。

## 概要

### 路線データ
- 起点：志摩市磯部町恵利原字宮地1060番1地先[1]（伊勢道路入口交差点）
- 終点：志摩市大王町波切字小成滝3138番5地先[2]（成滝交差点）
- 総延長：19.288 km

## 歴史
古代にはすでに、志摩国府（志摩市阿児町国府にあった）に至る道として開かれ、1893年（明治26年）には「上島道」の名で三重県道に指定された。

### 年表
- 1959年（昭和34年）1月25日 - 「三重県道727号国府磯部線」および「三重県道425号的矢大王線」として三重県道に認定[4]。
- 1993年（平成5年）5月11日 - 建設省から、県道的矢大王線の一部・県道国府磯部線が磯部大王線として主要地方道に指定される[5]。
- 1993年度（平成5年度） - 志摩スペイン村のオープンに先立ち、磯部町穴川 - 坂崎間を改修。[要出典]
- 1994年（平成6年）4月1日 - 主要地方道に変更。三重県道727号国府磯部線と三重県道425号的矢大王線を廃止し[6]、「三重県道61号磯部大王線」を新たに指定する[7]。
- 2021年（令和3年）2月16日 - 志島バイパス（志摩市阿児町甲賀 - 同市大王町畔名）が開通[8]。

## 路線状況

### 重複区間
- 三重県道750号阿児磯部鳥羽線：志摩市磯部町迫間（三交バスセンター前交差点） - 志摩市阿児町国府[9]
- 三重県道129号磯部大王自転車道線：志摩市磯部町穴川字黒岩 - 志摩市磯部町坂崎、志摩市阿児町国府 - 志摩市阿児町甲賀[9]
- 三重県道514号安乗港線（志摩市阿児町国府 地内）[9]

### 利用状況
交通量
| 地点             | 平日12時間        | 平日24時間        |
| 地点             | 2005年度⇒2010年度 | 2005年度⇒2010年度 |
| 志摩市磯部町迫間 | 10,403台⇒6,428台  | 14,044台⇒8,421台  |
| 志摩市磯部町坂崎 | 5,569台⇒5,270台   | 7,240台⇒6,904台   |
| 志摩市阿児町甲賀 | 1,693台⇒1,876台   | 2,201台⇒2,458台   |

### 主な道路構造物

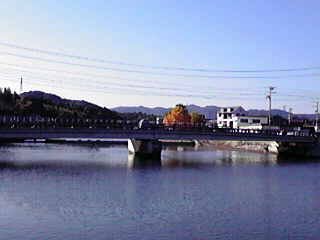
池田橋

池田橋（いけだばし）
二級水系磯部川水系の二級河川池田川に架かる橋。志摩市磯部町穴川にある。全長60.6m。1933年（昭和8年）架橋、2007年（平成19年）に架け替え。架け替えにより、幅員が広げられた。1960年代には、志摩郡（現・志摩市）で最長の橋であった。

## 地理
伊雑ノ浦や太平洋といった海岸沿いを走る。磯部町から阿児町の区間の多くは磯部大王自転車道、三重県道750号阿児磯部鳥羽線と重複している。

### 通過する自治体
- 志摩市

### 交差する道路
- 国道167号（起点）[9]

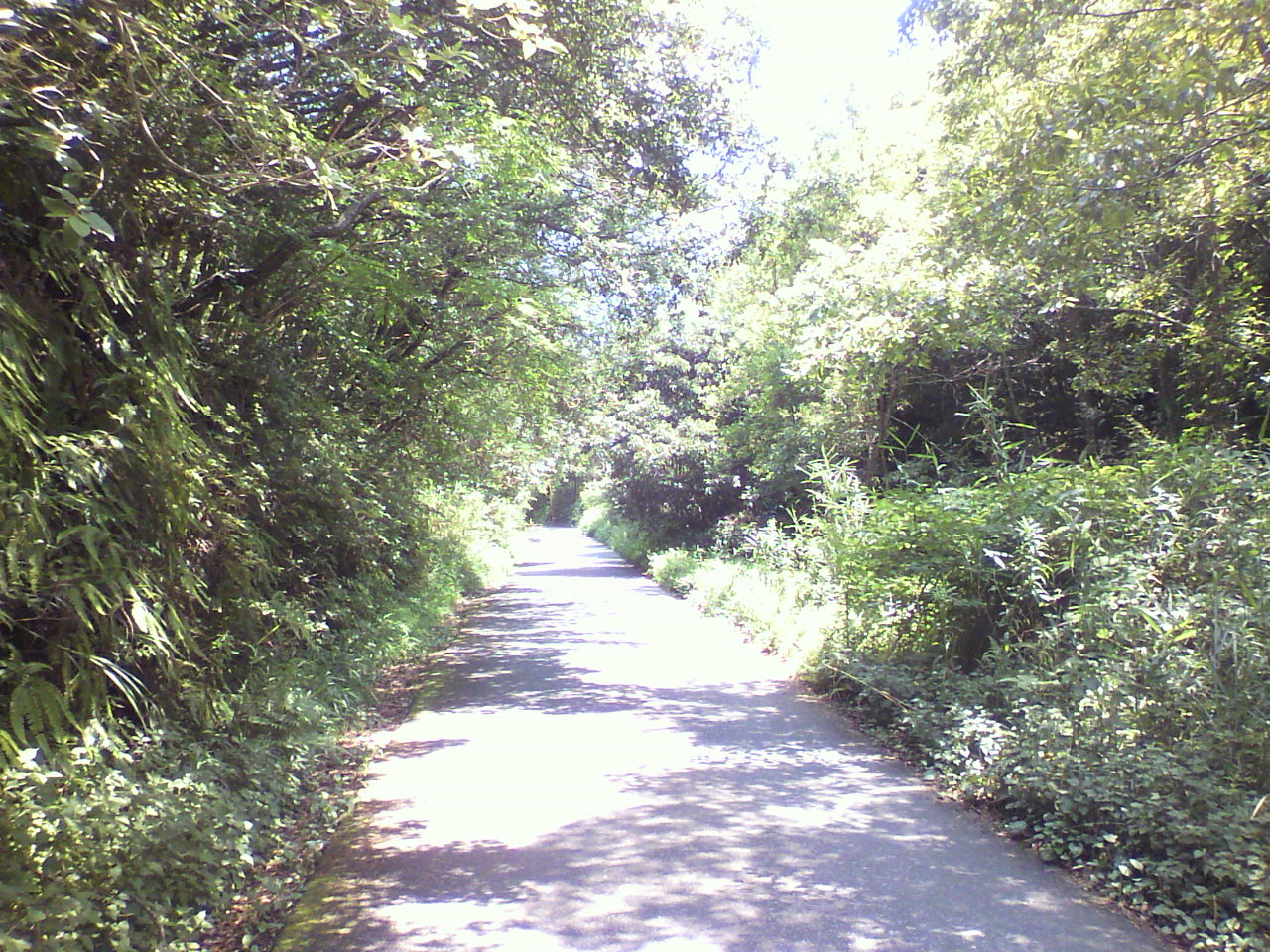
沿線風景
（志摩市阿児町）

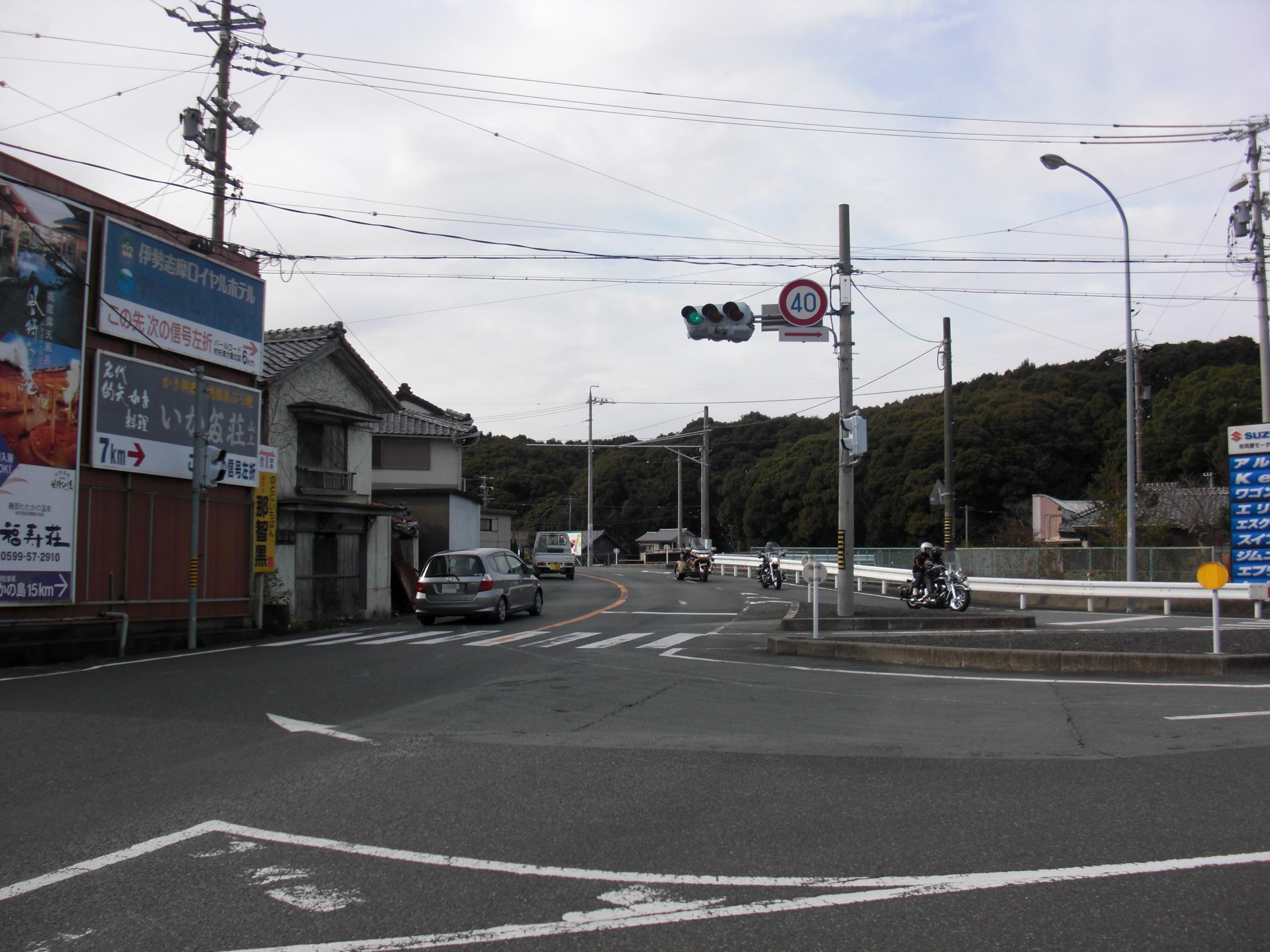
起点（2011年1月撮影）

- 三重県道16号南勢磯部線（志摩市磯部町迫間、三交バスセンター前交差点）[9]
- 三重県道750号阿児磯部鳥羽線（志摩市磯部町迫間、三交バスセンター前交差点）[9]
- 三重県道514号安乗港線（志摩市阿児町国府）[9]
- 三重県道514号安乗港線（志摩市阿児町国府）[9]
- 三重県道515号波切港線（志摩市大王町波切）[9]
- 国道260号（終点）[9]

### 沿線にある施設など
- 川うめ
- 佐美長神社
- 志摩市立磯部小学校
- 近鉄志摩線
  - 志摩磯部駅 - 穴川駅
- 伊勢志摩エバーグレイズ（キャンプ場）
- 旧志摩市立磯部小学校坂崎分校
- 国府白浜・阿児の松原海水浴場
- 甲賀郵便局
- 旧志摩市立志島小学校
- ぎゅーとら波切店